# Hatfield and the North
Hatfield and the North – brytyjski zespół związany ze sceną Canterbury grający rock progresywny i jazz rock. Grupa istniała od października 1972 do czerwca 1975, z kilkoma późniejszymi reaktywacjami.

## Historia
Richard Sinclair wywodził się z założonej w 1963 roku grupie The Wilde Flowers oraz w 1968 roku Caravan, z kolei Phil Miller, Steve Miller i Pip Pyle grali w zespole Delivery, która została założona w 1966 roku (wtedy pod nazwą Bruno's Blues Band). Z tego rodu w 1972 roku narodził się Hatfield And The North. Nazwę zespołu wymyślił Mike Patto, wokalista i pianista, założyciel grupy Patto. Pochodzi od drogowskazu, który można było zobaczyć wyjeżdżając z Londynu autostradą A1 w kierunku na północ.

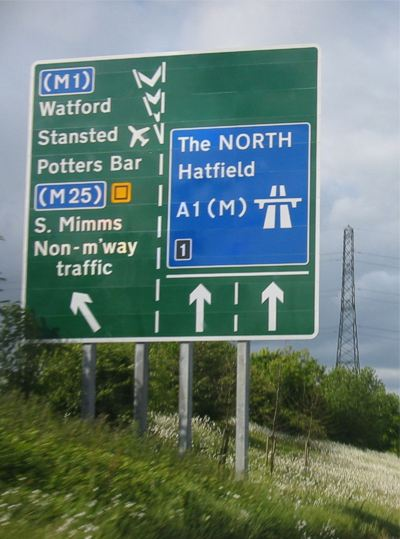
Hatfield and the North bierze swoją nazwę od znaku drogowego wskazującego na północ i na miasto Hatfield. Sformułowanie uległo zmianie, a znaki wskazują obecnie na The NORTH, Hatfield.

Grupa została założona w lipcu 1972 roku przez Phila Millera (gitara, ex-Matching Mole), jego brata Steve'a Millera (klawisze, ex-Caravan), Pipa Pyle'a (perkusja, ex-Gong, Khan) oraz Richarda Sinclaira (bas i wokal, ex-Caravan) jako nowy skład Delivery. Zespół zagrał kilka koncertów między lipcem a wrześniem tego samego roku pod tą nazwą, po czym podpisał kontrakt z Virgin. Steve Miller został wkrótce zastąpiony przez Davida Sinclaira (kuzyna Richarda, byłego członka Matching Mole i Caravan). Zespół przyjął wówczas nazwę Hatfield and the North w październiku 1972 roku. Dave Sinclair opuścił zespół w styczniu 1973 roku, krótko po występie we francuskiej telewizji Rockenstock z Robertem Wyattem jako gościnnym wokalistą. Szybko został zastąpiony przez Dave'a Stewarta (ex-Egg, Khan) jeszcze przed nagraniem pierwszego albumu.
Zespół nagrał dwa albumy Hatfield and the North (1974) oraz The Rotters' Club (1975). Na obu albumach gościnnie wystąpiły wokalistki The Northettes: Amanda Parsons, Barbara Gaskin i Ann Rosenthal. Po rozpadzie zespołu w 1975 roku z powodu kłopotów rodzinnych Richarda Sinclaira, Dave Stewart założył National Health z Alanem Gowenem (ex-Gilgamesh) i Philem Millerem. Pip Pyle dołączył do zespołu w 1977 roku, zastępując Billa Bruforda.
W marcu 1990 roku zespół zreaktywował się, by dać występ telewizyjny z Philem Millerem, Richardem Sinclairem i Pipem Pyle'em, do których dołączyła Sophia Domancich (klawisze).
W styczniu 2005 roku ponownie zespół zreformował się z Alexem Maguire (klawisze). Perkusista Pip Pyle zmarł 28 sierpnia 2006 roku. W latach 2005–2006 ukazały się dwie archiwalne płyty CD Hatwise Choice oraz Hattitude, z klasycznym składem Miller/Pyle/Sinclair/Stewart, dystrybuowane przez brytyjską wytwórnię Burning Shed.
Powieść Jonathana Coe "The Rotters' Club" zawdzięcza swój tytuł drugiemu albumowi zespołu, który jest kilkakrotnie wspomniany w książce.
Gitarzysta Phil Miller zmarł 18 października 2017 roku.

## Muzycy[9]
- Phil Miller – gitara (1972–1975, 1990, 2005–2006; zmarły 2017)
- Pip Pyle – perkusja, instrumenty perkusyjne (1972–1975, 1990, 2005–2006; zmarły 2006)
- Richard Sinclair – gitara basowa, śpiew (1972–1975, 1990, 2005-2006)
- Steve Miller – instrumenty klawiszowe (1972)
- Dave Sinclair – instrumenty klawiszowe (1972–1973)
- Dave Stewart – instrumenty klawiszowe (1973–1975)
- Sophia Domancich – instrumenty klawiszowe (1990)
- Alex Maguire – instrumenty klawiszowe (2005–2006)

## Dyskografia
- Hatfield and the North (1974, Virgin)
- The Rotters' Club (1975, Virgin) – UK #43[14]
- Live 1990 (1993, Code 90)
- Hatwise Choice: Archive Recordings 1973-1975, Volume 1 (2005, Hatco)
- Hattitude: Archive Recordings 1973-1975, Volume 2 (2006, Hatco)

### Kompilacje
- Afters (1980, Virgin)

### Single
- Let's Eat (Real Soon) / Fitter Stoke Has a Bath (1974, Virgin)

## Filmografia
- 2015: Romantic Warriors III: Canterbury Tales (DVD)